# هيتومي مياكي
هيتومي مياكي (باليابانية: 三宅ひとみ؛ بالكانا: みやけ ひとみ) هي عارضة ومغنية وتارينتو وممثلة يابانية، ولدت في 10 يوليو 1992 في طوكيو في اليابان.

## وصلات خارجية
- هيتومي مياكي على موقع IMDb (الإنجليزية)
- هيتومي مياكي على موقع ميوزك برينز (الإنجليزية)